# Raymond-Céstan-Syndrom
Das Raymond-Céstan-Syndrom ist eine historische, heute ungebräuchliche Bezeichnung für eine Form eines Hirnstammsyndromes mit einer Kombination von Ataxie, Intentionstremor und Lähmung der Kaumuskulatur auf einer Seite aufgrund einer Gefäßblockierung von Ästen der Arteria basilaris, der Rami circumferentes longi.
Synonym: Syndrom der oralen Brückenhaube
Die Erkrankung ist nicht zu verwechseln mit dem Raymond-Syndrom, einem Hirnstammsyndrom.
Die Bezeichnung bezieht sich auf die Erstbeschreibung aus dem Jahre 1903 durch die französischen Neurologen Fulgence Raymond und Raymond Céstan (1872–1934).

## Ursache
Die Ursache liegt in einer einseitigen Läsion an der oberen Pons, häufig ein Tumor zwischen Bindearmkreuzung und Fazialisknie. Geschädigt sind u. a. der Lemniscus medialis und die Pyramidenbahn, nicht aber Kerngebiete oder Wurzeln der Augenmuskulatur.

## Klinische Erscheinungen
Klinische Befunde sind:
- homolaterale Hemiasynergie (unflüssig-verwackelte Bewegungen)
- kontralaterale Hemiplegie
- kontralaterale Hemianästhesie (halbseitige Empfindungsstörung)
- Blicklähmung mit Déviation conjuguée zum Herd hin

## Therapie
Die Behandlung richtet sich nach der zugrunde liegenden Ursache.